# El Tumbador, Mexiko
El Tumbador är en ort i Mexiko.   Den ligger i kommunen Acacoyagua och delstaten Chiapas, i den sydöstra delen av landet, 800 km sydost om huvudstaden Mexico City. El Tumbador ligger 53 meter över havet och antalet invånare är 127.
Terrängen runt El Tumbador är platt åt sydväst, men åt nordost är den kuperad. Runt El Tumbador är det ganska tätbefolkat, med 60 invånare per kvadratkilometer. Närmaste större samhälle är Escuintla, 8,0 km öster om El Tumbador. Omgivningarna runt El Tumbador är en mosaik av jordbruksmark och naturlig växtlighet.